# Tyr (album)
Tyr – piętnasty studyjny album brytyjskiej grupy Black Sabbath wydany w 1990, oraz trzeci z kolei album z wokalistą Tonym Martinem. Nazwa została zaczerpnięta od imienia jednego z bogów z mitologii nordyckiej - Tyra.

## Lista utworów
1. "Anno Mundi (The Vision)" – 6:02
2. "The Law Maker" – 3:47
3. "Jerusalem" – 3:53
4. "The Sabbath Stones" – 6:35
5. "The Battle of Tyr" – 1:08
6. "Odin's Court" – 2:21
7. "Valhalla" – 4:53
8. "Feels Good to Me" – 5:36
9. "Heaven in Black" – 3:57

## Twórcy
- Tony Martin – wokal
- Tony Iommi – gitara
- Geoff Nicholls – instrumenty klawiszowe
- Neil Murray – gitara basowa
- Cozy Powell – perkusja